# وگویتا (نیومکزیکو)
وگویتا، نیو مکزیکو (به انگلیسی: Veguita, New Mexico) یک مکان مختص سرشماری در ایالات متحده آمریکا است که در شهرستان سوکورو، نیومکزیکو واقع شده‌است.

## خصوصیات
وگویتا ۲۳۲ نفر جمعیت دارد و ۱٬۴۵۷٫۸۸ متر بالاتر از سطح دریا واقع شده‌است.